# Liste historischer Luftfahrzeuge der italienischen Streitkräfte ab 1946
Die Liste historischer Luftfahrzeuge der italienischen Streitkräfte ab 1946 führt Luftfahrzeugtypen auf, die von den Teilstreitkräften und von militärischen Polizeiorganisationen ab dem Jahr 1946 genutzt und außer Dienst gestellt worden sind. Einzelne Prototypen, die sich nur kurz in Erprobung befanden, müssen nicht berücksichtigt werden. Noch aktive Typen, die derzeit in Ausmusterung sind, sollen in dieser Liste erst nach vollständiger Außerdienststellung gelistet werden. Diese Liste erhebt keinen Anspruch auf Vollständigkeit; sie wird nach und nach ergänzt.
Als Italien im Jahr 1946 statt der Monarchie die Republik als Staatsform wählte, verloren die Streitkräfte und deren Unterorganisationen entweder das Attribut „königlich“ oder es kam zu gänzlichen Umbenennungen, ohne historische Brüche zu verursachen. Nachstehende Liste beschränkt sich aus Gründen der Übersichtlichkeit auf die Republik.
Die Luftfahrzeugtypen sind alphabetisch nach den jeweiligen Herstellern sortiert.

## Luftwaffe
Die italienische Luftwaffe verfügte ab 1946 über folgende Luftfahrzeuge:

### Flugzeuge
| Typ                                | Bild | Herkunft                                   | Funktion                                                     | Anzahl | von  | bis  | Anmerkungen |
| A                                  | A    | A                                          | A                                                            | A      | A    | A    | A |
| ---------------------------------- | ---- | ------------------------------------------ | ------------------------------------------------------------ | ------ | ---- | ---- | --- |
| Aeritalia F-104S                   |      | Vereinigte Staaten Italien                 | Abfangjäger, Jagdbomber                                      | 205    | 1969 | 2005 | Italienische Version der F-104; 1 weitere vor Auslieferung verloren; 143 zu ASA umgebaut, davon 49 zu ASA-M                  |
| Aeritalia G.91Y                    |      | Italien                                    | Leichter Jagdbomber                                          | 67     | 1970 | 1994 | Zweistrahlige Version der Fiat G.91                                                                                          |
| Aeritalia G.222                    |      | Italien                                    | Transportflugzeug, Elektronische Kampfführung, Löschflugzeug | 52     | 1977 | 2012 | 2 Prototypen, 44 TCM/A, davon 4 zu RM umgebaut; nur 1 VS (bis 2012); 5 SAA/SAMA (ex Zivilschutz)                             |
| Aermacchi MB308                    |      | Italien                                    | Verbindungsflugzeug                                          | 81     | 1948 | 1954 | [ 6 ] |
| Aermacchi MB-326                   |      | Italien                                    | Jettrainer, Erdkampfflugzeug                                 | ≈130   | 1961 | 1990 | Quellen zu Anzahl nicht übereinstimmend                                                                                      |
| Airbus A340-500                    |      | Europäische Union                          | Regierungsflugzeug                                           | 1      | 2015 | 2018 | geleast |
| AMX Ghibli                         |      | Italien Brasilien                          | Jagdbomber                                                   | 110    | 1989 | 2024 | auch als A-11 bezeichnet, nach ACOL-Kampfwertsteigerung als A-11B                                                            |
| AMX-T Ghibli                       |      | Italien Brasilien                          | Jagdbomber, Schulflugzeug (Operational Conversion)           | 26     | 1989 | 2024 | auch als TA-11 bezeichnet, nach ACOL-Kampfwertsteigerung als TA-11B                                                          |
| B                                  |      |                                            |                                                              |        |      |      | |
| Beechcraft C-45 Expediter          |      | Vereinigte Staaten                         | leichtes Transportflugzeug                                   | 125    | 1949 | 1979 | aus US-Beständen |
| Bell P-39                          |      | Vereinigte Staaten                         | Jäger, Jagdbomber                                            | ≈130   | 1946 | 1951 | aus US-Beständen |
| Boeing 707T/T                      |      | Vereinigte Staaten                         | Tankflugzeug, Transportflugzeug                              | 4      | 1992 | 2008 | gebraucht erworben |
| Boeing 767-200ER                   |      | Vereinigte Staaten                         | Passagierflugzeug                                            | 1      | 2008 | 2011 | geleast wegen Verspätungen bei KC-767A                                                                                       |
| Breguet Atlantic                   |      | Frankreich                                 | Seefernaufklärer                                             | 18     | 1972 | 2017 | unter der operativen Kontrolle der Marine                                                                                    |
| C                                  |      |                                            |                                                              |        |      |      | |
| Canadair CL-13 Mk. 4 (F-86E) Sabre |      | Vereinigte Staaten Kanada                  | Jagdflugzeug                                                 | 179    | 1955 | 1966 | aus RCAF/RAF-Beständen |
| Convair CV-440                     |      | Vereinigte Staaten                         | Regierungsflugzeug, Transporter                              | 4      | 1957 | 1978 | [ 16 ] |
| Curtiss SB2C                       |      | Vereinigte Staaten                         | Sturzkampfflugzeug                                           | 42     | 1950 | 1959 | aus US-Beständen (2 via ital. Marine), als U-Jäger verwendet                                                                 |
| D                                  |      |                                            |                                                              |        |      |      | |
| de Havilland DH.100 Vampire        |      | Vereinigtes Königreich Italien             | Kampfflugzeug                                                | 272    | 1950 | 1959 | 2 FB.5, 5 FB.51, 251 FB.52(A) (195 in Italien in Lizenz), 10 NF54, 4 NF10                                                    |
| Douglas C-47/53                    |      | Vereinigte Staaten                         | Transportflugzeug, Sonderaufgaben                            | ≈40    | 1949 | 1990 | aus US-Beständen, zuletzt u. a. Kalibrierungsaufgaben                                                                        |
| Douglas DC-6B                      |      | Vereinigte Staaten                         | Regierungsflugzeug, Transporter                              | 6      | 1962 | 1981 | gebraucht von Alitalia |
| F                                  |      |                                            |                                                              |        |      |      | |
| Fairchild C-119                    |      | Vereinigte Staaten                         | Transportflugzeug                                            | 70     | 1953 | 1979 | 45 119G (40 neu, 5 gebraucht), 25 119J (aus US-Beständen)                                                                    |
| Fiat G.46                          |      | Italien                                    | Schulflugzeug                                                | 141    | 1949 | 1959 | [ 23 ] |
| Fiat G.55                          |      | Königreich Italien                         | Jagdflugzeug, Schulflugzeug                                  | 29     | 1946 | 1950 | 19 G.55A, 10 G.55B |
| Fiat G.59                          |      | Italien                                    | Schulflugzeug, Fortgeschrittenentrainer                      | 173    | 1950 | 1957 | davon 6 G.59–1A, 6 G.59–1B, 20 G.59–4A et 10 G.59–4B, sonst G.59–2A/B                                                        |
| Fiat G.80/G.82                     |      | Italien                                    | Schulflugzeug, Jettrainer                                    | 8      | 1952 | 1959 | erster italienischer Jet, 5 G.80, 3 G.82                                                                                     |
| Fiat G.91R                         |      | Italien                                    | Erdkampfflugzeug, Aufklärer                                  | 128    | 1958 | 1992 | 3 Prototypen, 27 Vorserien-G.91 (davon 4 zu G.91R umgebaut), 23 G.91R/1, 25 R/1A, 50 R1/B                                    |
| Fiat G.91PAN                       |      | Italien                                    | Kunstflugversion                                             | (25)   | 1963 | 1981 | Keine Neu-, sondern Umbauten von 1 Prototyp, 16 Vorserien-G.91, 3 Vorserien-R-Umbauten, 1 R1, 4 R1/A                         |
| Fiat G.91T                         |      | Italien                                    | Fortgeschrittenentrainer                                     | 101    | 1964 | 1995 | 2 Vorserien-G.91T, 99 G.91T/1 (nach anderen Quellen 76 oder 99 oder 103 G.91T)                                               |
| Fiat G.212                         |      | Italien                                    | Transportflugzeug, Regierungsflugzeug                        | 11     | 1947 | 1954 | [ 30 ] |
| Fiat RS.14                         |      | Königreich Italien                         | Seeflugzeug                                                  | ≈6     | 1946 | 1948 | Restbestände |
| G                                  |      |                                            |                                                              |        |      |      | |
| General Dynamics F-16              |      | Vereinigte Staaten                         | Mehrzweckkampfflugzeug                                       | 34     | 2003 | 2012 | 30 F-16ADF, 4 F-16B geleast wegen Eurofighter-Verspätung                                                                     |
| Grumman HU-16                      |      | Vereinigte Staaten                         | Amphibienflugzeug                                            | 12     | 1958 | 1979 | Search and Rescue |
| Grumman S-2F1 Tracker              |      | Vereinigte Staaten                         | U-Jagd-Flugzeug                                              | 45     | 1957 | 1978 | [ 34 ] |
| Gulfstream III                     |      | Vereinigte Staaten                         | Regierungsflugzeug                                           | 2      | 1985 | 2003 | ab 2012 vorübergehend auch eine AML Dragon Star geleast (wetlease)                                                           |
| L                                  |      |                                            |                                                              |        |      |      | |
| Lockheed C-130H                    |      | Vereinigte Staaten                         | Transportflugzeug                                            | 14     | 1972 | 2001 | [ 37 ] |
| Lockheed F-104G                    |      | Vereinigte Staaten Italien                 | Kampfflugzeug                                                | 105    | 1963 | 1994 | Lizenzbau in Italien (F-104S siehe Aeritalia)                                                                                |
| Lockheed RF-104G                   |      | Vereinigte Staaten Italien                 | Aufklärungsflugzeug                                          | 20     | 1965 | 1993 | Lizenzbau in Italien (2 RF-104G zu F-104S-Entwicklung verwendet, später einige F-104G zu RF umgerüstet)                      |
| Lockheed TF-104G                   |      | Vereinigte Staaten Italien Deutschland     | Schulungsflugzeug                                            | 30     | 1965 | 2005 | 12 aus US-Produktion, 12 in Italien endmontiert, 6 gebraucht von Bundeswehr; insgesamt 15 ASA-M-Modernisierungen             |
| Lockheed P-38                      |      | Vereinigte Staaten                         | Kampfflugzeug, Aufklärer                                     | 100    | 1952 | 1956 | 80 P-38L und 20 F-5G-Aufklärer; aus US-Beständen                                                                             |
| Lockheed PV-2 Harpoon              |      | Vereinigte Staaten                         | Seeaufklärer                                                 | 22     | 1953 | 1958 | aus US-Beständen; insgesamt 48 geplant, 26 nicht übernommen                                                                  |
| Lockheed T-33                      |      | Vereinigte Staaten                         | Fortgeschrittenentrainer, Aufklärer                          | 74     | 1952 | 1982 | 60 T-33A-Trainer, 14 RT-33A-Aufklärer; zuletzt Verbindungsflugzeug                                                           |
| M                                  |      |                                            |                                                              |        |      |      | |
| Macchi M.416                       |      | Niederlande Italien                        | Schulflugzeug                                                | 178    | 1951 | 1960 | Lizenzbau der Fokker S-11 |
| Macchi MC.200                      |      | Königreich Italien                         | Jagdflugzeug                                                 | ?      | 1946 | 1946 | Restbestände |
| Macchi MC.202                      |      | Königreich Italien                         | Jagdflugzeug                                                 | ?      | 1946 | 1948 | Restbestände |
| Macchi MC.205                      |      | Königreich Italien                         | Jagdflugzeug                                                 | ?      | 1946 | 1951 | Restbestände |
| Martin Baltimore                   |      | Vereinigte Staaten                         | Leichter Bomber                                              | ≈20    | 1946 | 1948 | 49 ab 1944 aus RAF-Beständen                                                                                                 |
| McDonnell Douglas DC-9-32          |      | Vereinigte Staaten                         | Regierungsflugzeug                                           | 2      | 1974 | 2001 | [ 50 ] |
| N                                  |      |                                            |                                                              |        |      |      | |
| Nardi FN.305                       |      | Königreich Italien                         | Schul- und Verbindungsflugzeug                               | ?      | 1946 | 1948 | Restbestände |
| North American F-86K               |      | Vereinigte Staaten Italien                 | Jagdflugzeug                                                 | 93     | 1955 | 1973 | Lizenzproduktion in Italien auch für andere Staaten; Italien erhielt F-86K auch aus den USA, Frankreich und den Niederlanden |
| North American P-51D               |      | Vereinigte Staaten                         | Jagdflugzeug                                                 | 173    | 1948 | 1953 | de facto neu, aus US-Beständen                                                                                               |
| North American T-6                 |      | Vereinigte Staaten                         | Fortgeschrittenentrainer                                     | 238    | 1948 | 1980 | [ 54 ] |
| P                                  |      |                                            |                                                              |        |      |      | |
| Panavia Tornado ADV                |      | Vereinigtes Königreich Deutschland Italien | Abfangjäger                                                  | 24     | 1994 | 2004 | geleast von der RAF wegen Eurofighter-Verspätung                                                                             |
| Piaggio P.136                      |      | Italien                                    | Amphibienflugzeug                                            | 22     | 1951 | 1961 | [ 56 ] |
| Piaggio P.148                      |      | Italien                                    | Verbindungs- und Schulflugzeug                               | 70     | 1951 | 1979 | [ 57 ] |
| Piaggio P.166                      |      | Italien                                    | Verbindungs- und Schulflugzeug                               | 57     | 1961 | 2010 | ab 1961 49 P.166M(-APM); 2 P.166BL2-APH und 6 P166DL3-APH für Luftbildfotografie                                             |
| Piaggio PD.808                     |      | Italien Vereinigte Staaten                 | Verbindungs- und Schulflugzeug, Sonderaufgaben               | 22     | 1970 | 2003 | 2 Prototypen, 10 PD.808VIP/TP, 6 PD.808GE, 4 PD.808RM                                                                        |
| R                                  |      |                                            |                                                              |        |      |      | |
| Republic P-47D                     |      | Vereinigte Staaten                         | Jagdbomber                                                   | 174    | 1947 | 1954 | [ 61 ] |
| Republic F-84G Thunderjet          |      | Vereinigte Staaten                         | Jagdbomber                                                   | 254    | 1952 | 1957 | [ 62 ] |
| Republic F-84F Thunderstreak       |      | Vereinigte Staaten                         | Jagdbomber                                                   | 194    | 1956 | 1972 | [ 63 ] |
| Republic RF-84F Thunderflash       |      | Vereinigte Staaten                         | Aufklärungsflugzeug                                          | 78     | 1956 | 1974 | [ 64 ] |
| S                                  |      |                                            |                                                              |        |      |      | |
| SAI Ambrosini S.7                  |      | Italien                                    | Schulflugzeug                                                | 145    | 1950 | 1958 | 117 Einsitzer, 28 Zweisitzer                                                                                                 |
| SAIMAN 202                         |      | Königreich Italien                         | Schul- und Verbindungsflugzeug                               | ?      | 1946 | 1951 | Restbestände |
| Savoia-Marchetti SM.75             |      | Königreich Italien                         | Transportflugzeug                                            | ≈3     | 1946 | 1949 | Restbestand |
| Savoia-Marchetti SM.79             |      | Königreich Italien                         | Bomber                                                       | ?      | 1946 | 1955 | Restbestände |
| Savoia-Marchetti SM.82             |      | Königreich Italien                         | Transporter, Bomber                                          | ≈15    | 1946 | 1960 | Restbestände |
| Savoia-Marchetti SM.95             |      | Königreich Italien                         | Transportflugzeug                                            | 5      | 1946 | 1953 | [ 70 ] |
| SIAI-Marchetti SM.102              |      | Italien                                    | Transportflugzeug                                            | 21     | 1950 | 1959 | [ 71 ] |
| SIAI-Marchetti SF.260AM            |      | Italien                                    | Schulflugzeug                                                | 45     | 1977 | 2009 | in der Version 260EA in Dienst                                                                                               |
| Stinson L-5                        |      | Vereinigte Staaten                         | Verbindungs- und Aufklärungsflugzeug                         | 119    | 1947 | 1961 | [ 73 ] |
| Supermarine Spitfire               |      | Vereinigtes Königreich                     | Jagdflugzeug                                                 | 110    | 1947 | 1952 | 99 LF IX, 11 HF IX, aus RAF-Beständen                                                                                        |
| T                                  |      |                                            |                                                              |        |      |      | |
| Tecnam P2006T                      |      | Italien                                    | Schul- und Verbindungsflugzeug                               | 3      | 2016 | 2019 | geleast |

### Hubschrauber
| Typ                          | Bild | Herkunft                                  | Funktion                       | Anzahl | von  | bis  | Anmerkungen                                                         |
| ---------------------------- | ---- | ----------------------------------------- | ------------------------------ | ------ | ---- | ---- | ------------------------------------------------------------------- |
| Agusta-Bell AB47             |      | Vereinigte Staaten Italien                | Leichter Hubschrauber          | 101    | 1954 | 1992 | 28 AB47-G2, 73 AB47J, Lizenzbau                                     |
| Agusta-Bell AB204            |      | Vereinigte Staaten Italien                | Mehrzweckhubschrauber, SAR     | 43     | 1961 | 1984 | Lizenzbau                                                           |
| Agusta-Bell AB212            |      | Vereinigte Staaten Italien                | Mehrzweckhubschrauber, SAR     | 36     | 1979 | 2024 | Lizenzbau                                                           |
| Agusta-Sikorsky AS-61R/HH-3F |      | Vereinigte Staaten Italien                | SAR-Hubschrauber               | 35     | 1977 | 2014 | Lizenzbau                                                           |
| Agusta-Sikorsky ASH-3D/TS    |      | Vereinigte Staaten Italien                | V.I.P.-Transporter             | 2      | 1975 | 2012 | Lizenzbau                                                           |
| Bell 47                      |      | Vereinigte Staaten                        | Leichter Hubschrauber          | 13     | 1952 | 1990 | 3 47D bis 1954, 10 OH-13H aus US-Lieferung von 38 von 1977 bis 1990 |
| Sikorsky H-19 Chickasaw      |      | Vereinigte Staaten                        | Transporthubschrauber          | 6      | 1956 | 1963 | 2 H-19A, 4 H-19D aus US-Beständen                                   |
| Westland Dragonfly           |      | Vereinigte Staaten Vereinigtes Königreich | Leichter Mehrzweckhubschrauber | 3      | 1953 | 1957 | [ 83 ]                                                              |

### Drohnen
| Typ                  | Bild | Herkunft           | Funktion          | Anzahl | von  | bis  | Anmerkungen |
| -------------------- | ---- | ------------------ | ----------------- | ------ | ---- | ---- | ----------- |
| General Atomics MQ-1 |      | Vereinigte Staaten | Aufklärungsdrohne | 8      | 2004 | 2022 | [ 84 ]      |

## Heer
Die 1951 gegründeten Heeresflieger des italienischen Heeres verfügten über folgendes Fluggerät:
| Typ                                    | Bild      | Herkunft                   | Funktion                                        | Anzahl    | von       | bis       | Anmerkungen                                                                |
| Flugzeuge                              | Flugzeuge | Flugzeuge                  | Flugzeuge                                       | Flugzeuge | Flugzeuge | Flugzeuge | Flugzeuge                                                                  |
| -------------------------------------- | --------- | -------------------------- | ----------------------------------------------- | --------- | --------- | --------- | -------------------------------------------------------------------------- |
| Cessna Bird Dog                        |           | Vereinigte Staaten         | Beobachtungs- und Verbindungsflugzeug           | 44        | 1963      | 1989      | in der Version O-1E/L-19E                                                  |
| Piper PA-18                            |           | Vereinigte Staaten         | Beobachtungs- und Verbindungsflugzeug           | 302       | 1952      | 1980      | 65 L-18, 237 L-21                                                          |
| SIAI-Marchetti SM.1019                 |           | Italien                    | Beobachtungs- und Verbindungsflugzeug           | 81        | 1975      | 1991      | [ 88 ]                                                                     |
| Hubschrauber                           |           |                            |                                                 |           |           |           |                                                                            |
| Agusta-Bell AB47                       |           | Vereinigte Staaten Italien | Leichter Hubschrauber                           | ≈80       | 1956      | 1984      | in den Versionen G2/3 und J, Lizenzbau                                     |
| Agusta-Bell AB204                      |           | Vereinigte Staaten Italien | Mehrzweckhubschrauber                           | 48        | 1963      | 1989      | Lizenzbau                                                                  |
| AgustaWestland AW109                   |           | Italien                    | Mehrzweckhubschrauber, Aufklärung, Panzerabwehr | 29        | 1977      | 2021      | urspr. 5 A109A “Hirundo”, dann A109 EC-1; 16 A109 EOA-1, 8 EOA-2           |
| Elicotteri Meridionali CH-47C Chinook  |           | Vereinigte Staaten Italien | Transporthubschrauber                           | 40        | 1973      | 2019      | Lizenzbau von Agusta-Tochter EM in Frosinone; derzeit 16 ICH-47F in Dienst |
| Unbemannte Luftfahrzeuge               |           |                            |                                                 |           |           |           |                                                                            |
| Canadair CL-89                         |           | Kanada                     | Aufklärungsdrohne                               | ?         | 1977      | ?         | (AN/USD-501), mehrjährige Verzögerungen                                    |
| Meteor-Galileo Mirach 150              |           | Italien                    | Aufklärungsdrohne                               | ?         | 2000      | ?         | Aufklärungsversion der Mirach 100; Mirach 26 erprobt                       |
| Northrop Ventura RP-71/MQM-57 Falconer |           | Vereinigte Staaten         | Aufklärungsdrohne                               | ?         | 1964      | ?         | (AN/USD-1B)                                                                |

## Marine
Die offiziell 1956 aufgestellten Marineflieger der italienischen Marine verfügten über folgende Luftfahrzeuge:
| Typ                    | Bild      | Herkunft                   | Funktion                            | Anzahl    | von       | bis       | Anmerkungen                                                    |
| Flugzeuge              | Flugzeuge | Flugzeuge                  | Flugzeuge                           | Flugzeuge | Flugzeuge | Flugzeuge | Flugzeuge                                                      |
| ---------------------- | --------- | -------------------------- | ----------------------------------- | --------- | --------- | --------- | -------------------------------------------------------------- |
| Curtiss SB2C           |           | Vereinigte Staaten         | Kampfflugzeug                       | 2         | 1952      | 1952      | von italienischer Luftwaffe eingezogen                         |
| Hubschrauber           |           |                            |                                     |           |           |           |                                                                |
| Agusta A106            |           | Italien                    | Leichter U-Jagd-Hubschrauber        | 2         | 1968      | 1972      | [ 98 ]                                                         |
| Agusta-Bell AB47       |           | Vereinigte Staaten Italien | Leichter Hubschrauber (auch U-Jagd) | 22        | 1956      | 1972      | Lizenzbau, 7 AB47G, 15 (nach anderen Quellen 18 oder 20) AB47J |
| Agusta-Bell AB-204     |           | Vereinigte Staaten Italien | Mehrzweckhubschrauber               | 34        | 1964      | 1988      | Lizenzbau                                                      |
| Agusta-Sikorsky ASH-3D |           | Vereinigte Staaten Italien | Mehrzweckhubschrauber (ASW)         | 36        | 1969      | 2013      | Lizenzbau                                                      |
| Sikorsky S-58 (SH-34)  |           | Vereinigte Staaten         | Mehrzweckhubschrauber               | 20        | 1959      | 1979      | 6 SH-34G und 14 SH-34J neu und gebraucht erworben              |

## Gendarmerie
Die ab 1960 aufgestellte Fliegertruppe der Carabinieri (bis 2000 formal Teil des Heeres, seither vierte Teilstreitkraft) verfügten über folgendes Fluggerät:
| Typ               | Bild         | Herkunft                   | Funktion                       | Anzahl       | von          | bis          | Anmerkungen                                                               |
| Hubschrauber      | Hubschrauber | Hubschrauber               | Hubschrauber                   | Hubschrauber | Hubschrauber | Hubschrauber | Hubschrauber                                                              |
| ----------------- | ------------ | -------------------------- | ------------------------------ | ------------ | ------------ | ------------ | ------------------------------------------------------------------------- |
| Agusta A109A      |              | Italien                    | Leichter Mehrzweckhubschrauber | 25           | 1979         | 2013         | heute AW109 Power und Nexus in Dienst                                     |
| Agusta-Bell AB47  |              | Vereinigte Staaten Italien | Leichter Hubschrauber          | 30           | 1960         | 1981         | 47G2/3, 47J                                                               |
| Agusta-Bell AB204 |              | Vereinigte Staaten Italien | Mehrzweckhubschrauber          | 6            | 1963         | 1972         | Lizenzbau, 15 waren geplant, an Luftwaffe abgegeben                       |
| Agusta-Bell AB205 |              | Vereinigte Staaten Italien | Mehrzweckhubschrauber          | 8            | 1971         | 1998         | Lizenzbau                                                                 |
| Agusta-Bell AB206 |              | Vereinigte Staaten Italien | Leichter Mehrzweckhubschrauber | 43           | 1973         | 2011         | Lizenzbau, 14 ab 1973, 29 ab 1978; größtenteils nach Argentinien verkauft |

## Zoll- und Finanzpolizei
Die 1954 gegründete Fliegertruppe der militärisch organisierten Guardia di Finanza (mit Kombattantenstatus) verfügte über folgende Luftfahrzeuge:
| Typ              | Bild      | Herkunft                   | Funktion                       | Anzahl    | von       | bis       | Anmerkungen                                                                            |
| Flugzeuge        | Flugzeuge | Flugzeuge                  | Flugzeuge                      | Flugzeuge | Flugzeuge | Flugzeuge | Flugzeuge                                                                              |
| ---------------- | --------- | -------------------------- | ------------------------------ | --------- | --------- | --------- | -------------------------------------------------------------------------------------- |
| Piaggio P.166    |           | Italien                    | Patrouillenflugzeug            | 12        | 1990      | 2022      | in den Versionen DL3/DP1 SEM                                                           |
| Hubschrauber     |           |                            |                                |           |           |           |                                                                                        |
| Agusta A109      |           | Italien                    | Leichter Mehrzweckhubschrauber | 25        | 1985      | 2017      | in den Versionen 109A-Mk.II SEM e A109C, von A109N abgelöst                            |
| Agusta-Bell AB47 |           | Vereinigte Staaten Italien | Leichter Hubschrauber          | 35        | 1955      | 1985      | Lizenzproduktion, 8 47G, 10 47G2 (einige G zu G2 modifiziert), 5 47G3, 3 47J, 11 47J-3 |

## Küstenwache
Die Guardia Costiera (autonome Organisation der Marine) verfügte ab 1988 über folgende Luftfahrzeuge:
| Typ               | Bild      | Herkunft  | Version                  | Anzahl    | von       | bis       | Anmerkungen         |
| Flugzeuge         | Flugzeuge | Flugzeuge | Flugzeuge                | Flugzeuge | Flugzeuge | Flugzeuge | Flugzeuge           |
| ----------------- | --------- | --------- | ------------------------ | --------- | --------- | --------- | ------------------- |
| Piaggio P.166     |           | Italien   | DL3 SEM (A)              | 12        | 1988      | 2017      | [ 113 ]             |
| Hubschrauber      |           |           |                          |           |           |           |                     |
| Agusta Bell AB412 |           | Italien   | 4 AB412SP, 6 AB412HP-SEM | 10        | 1993      | 2017      | eine 412HP verloren |